# William C. Kittredge

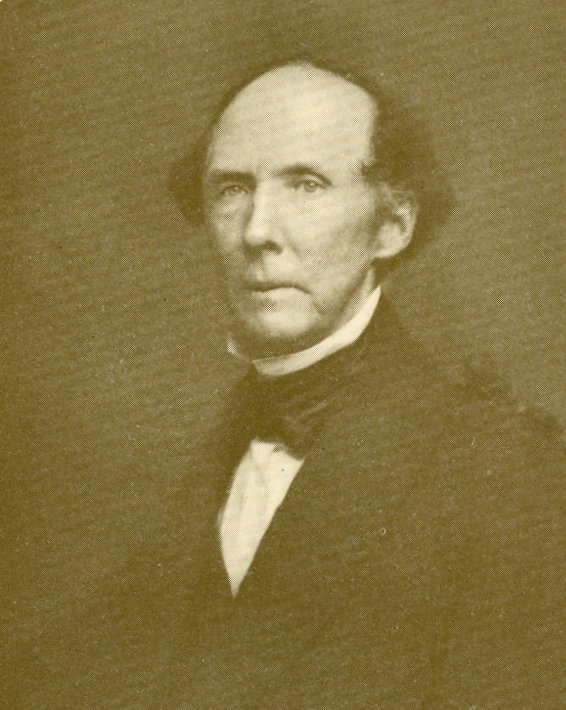
William C. Kittredge

William Cullen Kittredge (* 23. Februar 1800 in Dalton, Massachusetts; † 11. Juni 1869 in Rutland, Vermont) war ein US-amerikanischer Politiker und Anwalt, der von 1852 bis 1853 Vizegouverneur von Vermont war.

## Leben
William Kittredge wurde im Berkshire County in Massachusetts geboren. Er gehörte der Phi Beta Kappa an und machte seinen Abschluss am Williams College im Jahr 1821. Dort erwarb er 1824 seinen Master, anschließend studierte er Jura in Northampton. Er praktizierte in Kentucky und Ohio, bevor er sich 1824 in Fair Haven niederließ.
Neben seiner Tätigkeit als Anwalt war Kittredge an mehreren Unternehmensgründungen beteiligt, darunter als erster Präsident der National Life Insurance Company und Teilhaber einer erfolgreichen Marmor-Firma.
Kittredge arbeitete acht Jahre im Repräsentantenhaus von Vermont, davon zwei Jahre als Sprecher.  Auch war er Abgeordneter im Senat von Vermont und als District Attorney von Rutland County sowie als ide Judge und Richter am Bezirksgericht.  Kittredge war für die Whig Party erfolgreich bei der Wahl zum Vizegouverneur im Jahr 1852 und übte dieses Amt von 1852 bis 1853 aus.
Nach dem Rückzug aus dem Amt arbeitete er weiter als Anwalt in Fair Haven. Kittredge starb in Rutland am 11. Juni 1869, als er auf dem Weg nach Bennington war, um den Posten des US Internal Revenue Assessors zu übernehmen. Sein Grab befindet sich auf dem West Street Cemetery in Fair Haven.